# Caesalpinia globulorum
Caesalpinia globulorum är en ärtväxtart som beskrevs av Reinier Cornelis Bakhuizen van den Brink och Pieter van Royen. Caesalpinia globulorum ingår i släktet Caesalpinia och familjen ärtväxter. Inga underarter finns listade i Catalogue of Life.